# Fiszewo (Ermland-Mazurië)
Fiszewo (Duits: Fischau) is een plaats in het Poolse district  Elbląski, woiwodschap Ermland-Mazurië. De plaats maakt deel uit van de gemeente Gronowo Elbląskie en telt 270 inwoners.

## Verkeer en vervoer
- Station Fiszewo